# ABA Liga 2025-26
La ABA Liga 2025-26 será la vigesimoquinta edición de la ABA Liga, competición que además de 16 equipos de Serbia, Croacia, Eslovenia, Montenegro, Bosnia Herzegovina y Emiratos Árabes, la junta de la liga ABA propuso una posible expansión a 20 equipos, con hasta cuatro invitaciones otorgadas a cualquier equipo de baloncesto de Europa o de cualquier otro lugar. Algunos clubes europeos mostraron interés en participar, así como el Hapoel Tel Aviv. El 8 de julio se anunció que el U-BT Cluj-Napoca rumano y el BC Vienna austríaco obtendrían wild cards, mientras que el Hapoel Tel Aviv probablemente no jugaría en la liga, quedando finalmente una competición de 18 equipos.

## Equipos participantes

### Ascensos y descensos
| Ascensos   | Bosna BH Telecom    | Campeón de la ABA Liga 2                  |
| Ascensos   | Ilirija             | Ganador de los playoffs de ascenso        |
| Invitación | BC Vienna           | Sin competición                           |
| Invitación | U-BT Cluj-Napoca    | Sin competición                           |
| Descensos  | Cibona              | Perdedor de los playoffs de desenso       |
| Descensos  | Mornar Barsko zlato | Último clasificado de la ABA Liga 2024-25 |

### Equipos y localizaciones
| Equipo                    | Ciudad        | Pabellón                   | Capacidad |
| ------------------------- | ------------- | -------------------------- | --------- |
| BC Vienna                 | Vienna        | Hallmann Dome              | 1,399     |
| Borac Mozzart             | Čačak         | Borac Hall                 | 4,000     |
| Bosna BH Telecom          | Sarajevo      | Zetra Olympic Hall         | 12,000    |
| Budućnost VOLI            | Podgorica     | Morača Sports Center       | 6,000     |
| Cedevita Olimpija         | Ljubljana     | Arena Stožice              | 12,480    |
| Crvena zvezda Meridianbet | Belgrado      | Belgrade Arena             | 18,386    |
| Dubai Basketball          | Dubai         | Coca-Cola Arena            | 17,000    |
| FMP Soccerbet             | Belgrado      | Železnik Hall              | 3,000     |
| Igokea m:tel              | Aleksandrovac | Laktaši Sports Hall        | 3,050     |
| Ilirija                   | Ljubljana     | Tivoli Hall                | 6,800     |
| Krka                      | Novo Mesto    | Leon Štukelj Hall          | 2,500     |
| Mega Superbet             | Belgrade      | Ranko Žeravica Sports Hall | 5,000     |
| Partizan Mozzart Bet      | Belgrado      | Belgrade Arena             | 18,386    |
| Spartak Office Shoes      | Subotica      | Dudova Šuma Hall           | 2,000     |
| SC Derby                  | Podgorica     | Morača Sports Center       | 6,000     |
| Split                     | Split         | Arena Gripe                | 3,500     |
| U-BT Cluj-Napoca          | Cluj-Napoca   | BTarena                    | 10,000    |
| Zadar                     | Zadar         | Krešimir Ćosić Hall        | 7,997     |

## Temporada regular

### Grupo A
| Pos. | Equipo               | PJ | G | P | PF | PC | DP | Pts | Clasificación o descenso |
| ---- | -------------------- | -- | - | - | -- | -- | -- | --- | ------------------------ |
| 1    | Partizan Mozzart Bet | 0  | 0 | 0 | 0  | 0  | 0  | 0   | Acceden al Top 8         |
| 2    | Dubai Basketball     | 0  | 0 | 0 | 0  | 0  | 0  | 0   | Acceden al Top 8         |
| 3    | U-BT Cluj-Napoca     | 0  | 0 | 0 | 0  | 0  | 0  | 0   | Acceden al Top 8         |
| 4    | Igokea m:tel         | 0  | 0 | 0 | 0  | 0  | 0  | 0   | Acceden al Top 8         |
| 5    | SC Derby             | 0  | 0 | 0 | 0  | 0  | 0  | 0   | Acceden al Playout       |
| 6    | FMP Soccerbet        | 0  | 0 | 0 | 0  | 0  | 0  | 0   | Acceden al Playout       |
| 7    | Borac Mozzart        | 0  | 0 | 0 | 0  | 0  | 0  | 0   | Acceden al Playout       |
| 8    | Split                | 0  | 0 | 0 | 0  | 0  | 0  | 0   | Acceden al Playout       |
| 9    | Krka                 | 0  | 0 | 0 | 0  | 0  | 0  | 0   | Acceden al Playout       |

 Fuente: 

### Grupo B
| Pos. | Equipo                    | PJ | G | P | PF | PC | DP | Pts | Clasificación o descenso |
| ---- | ------------------------- | -- | - | - | -- | -- | -- | --- | ------------------------ |
| 1    | Budućnost VOLI            | 0  | 0 | 0 | 0  | 0  | 0  | 0   | Acceden al Top 8         |
| 2    | Crvena zvezda Meridianbet | 0  | 0 | 0 | 0  | 0  | 0  | 0   | Acceden al Top 8         |
| 3    | Cedevita Olimpija         | 0  | 0 | 0 | 0  | 0  | 0  | 0   | Acceden al Top 8         |
| 4    | Spartak Office Shoes      | 0  | 0 | 0 | 0  | 0  | 0  | 0   | Acceden al Top 8         |
| 5    | Mega Superbet             | 0  | 0 | 0 | 0  | 0  | 0  | 0   | Acceden al Playout       |
| 6    | Zadar                     | 0  | 0 | 0 | 0  | 0  | 0  | 0   | Acceden al Playout       |
| 7    | Bosna BH Telecom          | 0  | 0 | 0 | 0  | 0  | 0  | 0   | Acceden al Playout       |
| 8    | Ilirija                   | 0  | 0 | 0 | 0  | 0  | 0  | 0   | Acceden al Playout       |
| 9    | Vienna                    | 0  | 0 | 0 | 0  | 0  | 0  | 0   | Acceden al Playout       |

 Fuente: 